# Камполиде
Камполиде (порт. Campolide) — район (фрегезия) в Португалии, входит в округ Лиссабон. Является составной частью муниципалитета Лиссабон. Находится в составе крупной городской агломерации Большой Лиссабон. По старому административному делению входил в провинцию Эштремадура. Входит в экономико-статистический субрегион Большой Лиссабон, который входит в Лиссабонский регион. Население составляет 15 928 человек на 2001 год. Занимает площадь 2,79 км².

## История
Район основан в 1959 году